# نيكزس (استديو)
نيكزس (باليابانية: 株式会社Nexus، بالروماجي: Kabushiki-gaisha Nekusasu) هو استوديو رسوم متحركة ياباني، تأسس في عام 2012، ويقع مقره في مدينة سوغينامي في طوكيو.

## أعمال الاستوديو

### مسلسلات أنمي تلفزيونية
| تاريخ العرض | العنوان                          | المخرج                  | الحلقات | المراجع |
| ----------- | -------------------------------- | ----------------------- | ------- | ------- |
| 2015        | Wakaba Girl                      | ماساهارو واتانابي       | 13      | [ 1 ]   |
| 2015        | بطولات فارس فاشل                 | شين أونوما جين تامامورا | 12      | [ 2 ]   |
| 2018        | فتيات القصص الهزليّة [الإنجليزية] | يوشينوبو توكوموتو       | 12      | [ 3 ]   |
| 2019        | غرانبيلم                         | ماساهارو واتانابي       | 13      | [ 4 ]   |
| 2020        | لعبة داروين                      | يوشينوبو توكوموتو       | 11      | [ 5 ]   |

### أفلام أنمي
| تاريخ العرض | العنوان       | المخرج       | المراجع |
| ----------- | ------------- | ------------ | ------- |
| 2014        | Santa Company | كينجي إيتوسو |         |

## وصلات خارجية
- الموقع الرسمي باللغة اليابانية
- نيكزس (استديو) على موقع ANN company (الإنجليزية)